# 熱療
熱療（thermal therapy），又名熏蒸，是一種將人的組織加熱以達到治療的效果的治療方式。熱療是一種常見的物理治療方式，可以對於一些軟組織的傷害有治療的效果。而在癌症的治療上亦有利用癌細胞較正常細胞不耐熱的生理現象，將組織加熱後殺死癌細胞，這種被稱為高溫熱療（hyperthermia）的治療方法也被列為熱療的一種。

## 功用
1. 放鬆以及鎮定組織
2. 減輕疼痛
3. 降低肌肉痙攣
4. 促進組織癒合
5. 增進關節的活動度
6. 增加癌症治療的效果

```
 西方醫聖希波克拉底曾說︰「給我發燒，我能治療任何疾病。」發燒能啟動身體特殊防衛機制（例如免疫細胞），釋放各種內生源免疫機制啟動的干擾素，癌症病人做免疫治療常有發燒反應，如果例行性給退燒藥，防止發燒反應，其實存活期反而是降低的，病人有發高燒反應反而代表效果較佳。癌症的熱治療就是希望利用與發燒相似的生理特性，將局部腫瘤加熱至正常體溫以上（39~42℃），以增加癌症治療的效果。熱療能加強化學治療、放射治療、免疫治療與標靶治療的功效。在臨床試驗上可以發現，熱治療除了能增加合併治療的效果之外，也能有效降低疼痛，促進病患的生活品質。
```

## 作用原理
當週遭的溫度稍高於身體的溫度時，熱會開始藉著傳導、對流、或是輻射的方式傳向身體週遭。當組織的溫度上升時，會導致血管擴張，增加治療部位的血流量。除了增加血流量，熱療也可以加速身體的代謝，讓營養物質可以快速到達受傷的部位，因此可以促使組織的瘉合。

## 種類
可以按著作用在人體不同深淺部位的熱，把熱療分成淺層熱療（superficial heat）與深層熱療（deep heat或diathermy）。

### 淺層熱療
大約40˚C~45˚C的溫度，但因著皮下組織絕緣的因素，導致熱只能使皮膚的表層組織溫度上升，無法傳到更深一層。淺層熱療包含的項目如下：
- 熱敷袋
- 蠟療
- 顆粒治療
- 水療：指的是水溫較人體溫為高的狀況。若水溫較人的體溫為低則視為冷療的一種。
- 熱空氣
- 紅外線

### 深層熱療
顧名思義就是作用在深部組織的療法。深層熱療是將不同形式的能量轉換成熱能，讓這些熱能可以通過皮膚穿透到深層組織，增加深層組織的溫度。
- 微波熱療（microwave diathermy）
- 短波熱療（short-wave diathermy）
- 超音波熱療（ultrasound diathermy）

## 禁忌症
熱療縱使有治療上的好處，但是並非每個人都適合使用熱療。不適合進行熱療的情況如下：
- 治療部位有溫度感覺異常的狀況

如果無法察覺溫度的變化，有可能溫度過高但自己卻沒有發現因而燙傷。
- 治療的部位有血管的疾病或是缺損

如果有血管疾病，血液循環不良會導致組織散熱能力不好，可能會燙傷。
- 治療的地方有出血或是有出血傾向

熱療會導致血流量增加，讓流出的血更多。